# Euschmidtiidae
Famille
Les Euschmidtiidae sont une famille d'insectes orthoptères.

## Distribution
Les espèces de cette famille se rencontrent en Afrique subsaharienne.

## Liste des genres
Selon Orthoptera Species File (16 juillet 2018) :
- sous-famille Euschmidtiinae Rehn, 1948
  - genre Apteroschmidtia Descamps, 1973
  - genre Caenoschmidtia Descamps, 1973
  - genre Euschmidtia Karsch, 1889
  - genre Kwalea Descamps, 1973
  - genre Loboschmidtia Descamps, 1973
  - genre Mastachopardia Descamps, 1964
  - genre Microschmidtia Descamps, 1973
  - genre Paraschmidtia Descamps, 1964
- sous-famille Pseudoschmidtiinae Descamps, 1964
  - tribu Apteropeoedini Descamps, 1964
    - genre Ambatomastax Descamps & Wintrebert, 1965
    - genre Apteropeoedes Bolívar, 1903
    - genre Mastaleptea Descamps, 1971
    - genre Tetefortina Descamps, 1964

  - tribu Carcinomastacini Descamps, 1964
    - genre Acanthomastax Descamps, 1964
    - genre Carcinomastax Rehn & Rehn, 1945
    - genre Sauromastax Descamps, 1964
    - genre Teratomastax Descamps, 1964

  - tribu Cryptomastacini Descamps, 1971
    - genre Cryptomastax Descamps, 1971
    - genre Dichromastax Descamps, 1971
    - genre Scleromastax Descamps, 1971

  - tribu Dendromastacini Descamps, 1971
    - genre Acridomastax Descamps, 1971
    - genre Dactulomastax Descamps, 1971
    - genre Dendromastax Descamps & Wintrebert, 1965

  - tribu Lavanonini Descamps, 1971
    - genre Kratopodia Descamps, 1964
    - genre Lavanonia Descamps, 1964
    - genre Namontia Descamps, 1964

  - tribu Lobomastacini Descamps, 1971
    - genre Chromomastax Descamps, 1964
    - genre Lobomastax Descamps, 1964
    - genre Microlobia Descamps, 1964
    - genre Wintrebertina Descamps, 1971

  - tribu Micromastacini Descamps, 1971
    - genre Micromastax Descamps, 1964

  - tribu Parasymbellini Descamps, 1971
    - genre Parasymbellia Descamps, 1964

  - tribu Penichrotini Descamps, 1964
    - genre Amatonga Rehn & Rehn, 1945
    - genre Harpemastax Descamps, 1964
    - genre Penichrotes Karsch, 1889
    - genre Pseudamatonga Descamps, 1971
    - genre Raphimastax Descamps, 1971
    - genre Rhinomastax Descamps, 1971
    - genre Xenomastax Descamps, 1964
    - genre Xenoschmidtia Descamps, 1973

  - tribu Pseudoschmidtiini Descamps, 1964
    - genre Amalomastax Rehn & Rehn, 1945
    - genre Eudirshia Roy, 1961
    - genre Malagamastax Descamps, 1964
    - genre Peoedes Karsch, 1889
    - genre Pseudoschmidtia Rehn & Rehn, 1945

  - tribu Sphaerophallini Descamps, 1971
    - genre Descampsiella Özdikmen, 2008
    - genre Sphaerophallus Descamps, 1964

  - tribu Symbellini Descamps, 1971
    - genre Isalomastax Descamps & Wintrebert, 1965
    - genre Symbellia Burr, 1899
    - genre Tapiamastax Descamps & Wintrebert, 1965
    - genre Wintrebertella Descamps, 1964

  - tribu Wintrebertini Descamps, 1971
    - genre Elutronuxia Descamps, 1964
    - genre Exophtalmomastax Descamps, 1964
    - genre Parawintrebertia Descamps & Wintrebert, 1965
    - genre Wintrebertia Descamps, 1964

  - tribu indéterminée
    - genre Macromastax Karsch, 1889
    - genre Maroantsetraia Descamps, 1964
    - genre Pauromastax Descamps, 1974
    - genre Platymastax Descamps, 1964
    - genre Trichoschmidtia Descamps, 1974
- sous-famille Stenoschmidtiinae Otte, 1994
  - genre Stenoschmidtia Descamps, 1973

## Publication originale
- Rehn, 1948 : The Acridoid family Eumastacidae (Orthoptera). A review of our knowledge of its components, features and systematics, with a suggested new classification of its major groups. Proceedings of The Academy of Natural Sciences, vol. 100, p. 77-139.